# نادي بنفيكا للسيدات
نادي بنفيكا للسيدات هو فريق كرة قدم برتغالي للسيدات مقره في لشبونة ويلعب في الدوري الوطني النسائي، وهو دوري كرة القدم للسيدات الأعلى مستوى في البرتغال، بعد الصعود في موسم 2018–19.

## وصلات خارجية
- الموقع الرسمي
- S.L. Benfica at thefinalball.com